# أندوني إيماز
أندوني إيماز (بالإسبانية: Andoni Imaz) هو لاعب كرة قدم إسباني في مركز الوسط، ولد في 5 سبتمبر 1971 في ثيثوركيل في إسبانيا. شارك مع منتخب إسبانيا تحت 21 سنة لكرة القدم ومنتخب إسبانيا تحت 23 سنة لكرة القدم ومنتخب إسبانيا لكرة القدم ومنتخب إقليم الباسك لكرة القدم. أما مع النوادي، فقد لعب مع أتلتيك بيلباو وريال سوسيداد ب وريال سوسيداد.

## وصلات خارجية
- أندوني إيماز على موقع قاعدة بيانات كرة القدم.إي يو (الإنجليزية)
- أندوني إيماز على موقع ناشيونال فوتبول تيمز (الإنجليزية)
- أندوني إيماز على موقع عالم كرة القدم.نت (الإنجليزية)